# Альфред Пле
Альфред Пле (фр. Alfred Plé, 9 січня 1888 — 4 березня 1980) — французький академічний веслувальник.
Бронзовий призер Олімпійських Ігор 1920 року в складі парної двійки.
Чемпіон Європи 1920 року в складі парної двійки.